# (4183) Cuno
(4183) Cuno (1959 LM) – planetoida z grupy Apollo okrążająca Słońce w ciągu 2,79 lat w średniej odległości 1,98 j.a. Została odkryta 5 czerwca 1959 roku w Boyden Observatory (Bloemfontein) przez niemieckiego astronoma Cuno Hoffmeistera. Nazwa planetoidy pochodzi od imienia odkrywcy.